# طارق مهنى
طارق مهنا صيدلي أمريكي من أصل مصري أدين بالتآمر لتقديم دعم مادي للقاعدة ، وتقديم الدعم المادي للإرهابيين (والتآمر للقيام بذلك) ، والتآمر لارتكاب جريمة قتل في بلد أجنبي ، والتآمر للإدلاء بتصريحات كاذبة لمكتب التحقيقات الفيدرالي ، واثنين من التهم متعلقة بالإدلاء ببيانات كاذبة. حُكم عليه في أبريل 2012 بـ 17 عامًا في السجن الفيدرالي. 

## روابط خارجية
- Salon.com: بيان طارق مهنا بتاريخ 12 أبريل 2012 أمام المحكمة قبل النطق بالحكم
- ملف القضية: USA v. نسخة محفوظة 24 مارس 2014 على موقع واي باك مشين. مهنا وآخرون نسخة محفوظة 24 مارس 2014 على موقع واي باك مشين. (مستوى محكمة المقاطعة)